# Тихомиров, Александр Дмитриевич
Алекса́ндр Дми́триевич Тихоми́ров (1 (14) января 1916 год, Баку — 30 марта 1995, Москва) — советский и российский художник, ученик И. Г. Рыженко и А. А. Осмёркина, автор ленинианы и самого большого портрета Ленина.

## Биография

### Детские и юношеские годы
Родился в Баку в семье инженера-строителя. Родители — Дмитрий Николаевич Тихомиров и Наталья Владимировна Иванова. Отец трудился прорабом на строительстве Бакинско-Шолларского водопровода. Мать — домохозяйка. Был единственным сыном. Сёстры: Екатерина (умерла в 1920 году), Полина, Елизавета, Таисия, Ида. Рисовать начал с детства. Из ранних работ бакинского периода жизни сохранились графический портрет «Мама» (1928) и живописный «Портрет отца» (1930-е).

### Учёба и работа
Окончил 6 классов школы, учился на рабфаке. В это время стал работать в живописной мастерской рекламы. В 1934 году был принят сразу на второй курс живописного факультета Бакинского художественного училища, с 1935 года начал заниматься в мастерской И. Г. Рыженко, выпускника Санкт-Петербургской Академии художеств, ученика И. Е. Репина. По словам Тихомирова, И. Г. Рыженко дал ему «крепкую реалистическую основу и живописную культуру».
Одновременно подрабатывал в Бакинском цирке как художник-оформитель. Создавал плакаты, а также афиши представлений. В 1937 году по приглашению Рыженко принял участие в выставке, посвящённой юбилею поэмы Ш. Руставели «Витязь в тигровой шкуре», выполнив графические иллюстрации к произведению. Некоторые были приобретены Музеем искусств им. Р. Мустафаева.
По окончании училища в 1938 году работал в художественном отделе Антирелигиозного музея художником-плакатистом. Одновременно много занимался монументальной и станковой живописью. Писал портреты, натюрморты, пейзажи, жанровые сцены. С 1938 года — член Союза художников Азербайджана.
В годы Великой Отечественной войны был освобожден от мобилизации в связи со слепотой правого глаза (результат травмы, полученной Тихомировым в подростковом возрасте).
В 1941—1943 годы писал агитационные плакаты, портреты героев ВОВ. Вместе с Рыженко выполнил панно «Разгром гитлеровцев на Кавказе» для бакинского Дома Красной Армии и флота. В 1944 году приехал в Москву, поступил на третий курс графического факультета Московского государственного художественного института (с 1948 года МГХИ им. В. Сурикова) в мастерскую А. А. Осмеркина, русского «сезанниста», участника «Бубнового валета».
Во второй половине 1940-х годов встретился с Р. Р. Фальком, знакомство с которым переросло в дружеские отношения. В те же годы познакомился с художниками Б. А. Пинхасовичем, А. А. Лабасом, И. Д. Дризе, Е. Д. Симкиным.
В 1946—1948 годы работал в живописно-портретной мастерской в Живописно-выставочном производственном комбинате Московского отделения Художественного Фонда (М. О. Х. Ф.). В 1948—1949 годы был художником в художественно-производственных мастерских театра К. С. Станиславского и Немировича-Данченко.
В октябре 1948 году был отчислен из МГХИ им. В. Сурикова. Причиной отчисления послужило обвинение в «формалистических тенденциях».
В 1951—1976 годы — художник-оформитель в Московском комбинате декоративно-оформительского искусства (КДОИ, в дальнейшем КМДИ — комбинат монументально-декоративного искусства).
В 1960—1970-е годы писал портреты В. И. Ленина для праздничного оформления зданий и улиц Москвы. Выполнил самый большой в мире живописный погрудный портрет В. И. Ленина (42 x 22 м, 1-я пол. 1970-х), который размещался на фасаде здания Министерства иностранных дел (МИД) во время праздников. Второй портрет вождя в полный рост — 62×42 м (первая половина 1970-х). Известны также ленинские портреты, размещавшиеся на здании Библиотеки СССР им. В. И. Ленина, на Кутузовском проспекте.
Дружил с художниками С. Я. Адливанкиным, А. М. Глускиным, И. М. Ильиным, Н. А. Передним, Б. С. Отаровым, пианистами Г. Б. Гордоном, А. Брагинским, композитором О. К. Эйгесом. Последний посвятил Тихомирову одно из произведений цикла «Пять этюдов».
После выхода на пенсию в 1976 году Тихомиров целиком отдался творчеству.
30 марта 1995 года — скончался в Москве.

## Творчество
В историю официального советского искусства 1950—1970-х годов вошёл как автор ленинианы. Однако произведения на библейские сюжеты, темы отверженности и странничества, темы театра и цирка, музыки, а также посвященные Востоку, над которыми художник трудился в мастерской, долгое время оставались неизвестны широкой аудитории.
В своем развитии как художник Тихомиров прошёл путь от реалистической школы живописи, импрессионизма, постимпрессионизма, фовизма до близкого немецкому экспрессионизма и неоклассического стиля, в котором работал в последние два десятилетия.
В 1940-е годы увлёкся импрессионизмом и постимпрессионизмом. Писал портреты и пейзажи, обнаженную натуру. Об импрессионистических работах одобрительно отзывался Р. Р. Фальк, отмечая, что Тихомиров «обладает французским глазом в живописи».
В 1960-е годы Тихомиров постепенно отходит от этих направлений, обращается к изучению традиций фовистической школы живописи. Цикл «Петрушка и балерина», написанный художником под впечатлением от балета И. Стравинского «Петрушка» и посвящённый жене, Н. А. Виноградовой, создан в стиле фовизма.
Одной из главных тем в творчестве художника была тема отверженности и странничества, персонажи картин этой тематики — узники, странники, изгнанники. Внутренний мир человека, его духовность, мировоззрение, вечные вопросы бытия — вопросы, волновавшие художника и находившие отражение в его работах. Ряд произведений написан на библейские сюжеты.
Ещё одна важная тема — тема театра и цирка, ставшая доминирующей во второй половине 1970-х — 1990-х годов. В работах этой тематики можно найти реминисценции из произведений У. Шекспира, фильмов Ф. Феллини.
Картины, объединённые общим названием «Источник», а также произведения, изображающие средневековый город, отразили воспоминания художника о жизни в Баку.
Работы, создававшиеся Тихомировым дома и в мастерской, не выставлялись вплоть до 1987 года, поскольку ни по тематике, ни по технике исполнения не соответствовали требованиям соцреализма. Однако эти картины были известны узкому кругу коллекционеров, искусствоведов, художников, музыкантов.
Создав собственный стиль, Тихомиров работал в одиночку, не примыкая к неофициальным художественным группам и течениям 1960—1970-х годов.
По словам друга художника, искусствоведа, коллекционера, лауреата Госпремий СССР и РФ, профессора МГТУ им. Н. Э. Баумана, В. А. Матвеева, Тихомиров «ставил широкие человеческие задачи, он как бы предчувствовал, что Россию ожидает некое испытание, переходный период в её истории. Конечный цикл работ — типично классический как по композиции, так и по размаху изображенного, по воздействию на людей. Художник говорил: „Я хочу соединить современное с классическим“. Это была удивительно точная фраза, я думаю, что он этого достиг. Предварительный анализ его творчества показывает высокий профессионализм Александра Дмитриевича Тихомирова, неординарность, изысканную простоту в решении сложных живописных проблем, глубину творчества, которое нуждается в дальнейшем изучении».
Как отмечает художник, искусствовед Л. Ф. Дьяконицын, «в произведениях Тихомирова отражена настоящая жизнь человеческого духа. Персонажи его работ — внешне сломленные, внутренне — мощные и стойкие. Тихомиров — мастер прежде всего монументальных композиций. Перед нами сложно построенные вещи, очень точно найдены тональные и цветовые соотношения. Его мощное искусство соединяет в себя не только опыт французской живописи — импрессионизма, постимпрессионизма, но и традиции русской лоскутной мозаики и иконописи».

## Семья
В 1946 году Тихомиров познакомился с Натальей Анатольевной Виноградовой и вскоре женился на ней. Они прожили вместе почти полвека, до смерти художника в 1995 году.

Наталья Анатольевна Виноградова (1923, Егорьевск — 2008, Москва) — инженер. В 1960-х—1970-х годах работала во Всесоюзном научно-исследовательском кинофотоинституте (НИКФИ). Один из авторов ряда изобретений в области химико-фотографической обработки киноплёнки и транспортирования её в проявочных машинах.

Награды: серебряная и бронзовая медали ВДНХ за успехи в народном хозяйстве СССР.
Дочь Анна Александровна Тихомирова (1948, Москва — 2006, Москва) — художник-монументалист. Занималась станковой живописью, выполняла заказы для театра Б. Покровского.

## Награды
1975 — золотая медаль ВДНХ за портрет В. И. Ленина (42×22 м), Первая Всесоюзная выставка лучших образцов наглядной агитации.

## Память
Первая персональная выставка работ Тихомирова состоялась через полвека после его дебюта в Баку, в 1987 году. Размещалась в фойе Орловского областного драматического театра. Было представлено тридцать семь живописных и графических работ, часть которых была приобретена Орловской картинной галерей. При жизни художника прошли ещё одна персональная выставка и две групповые, в которых он принимал участие.
С 2008 года наследники и друзья художника, а с 2010 года и созданный Фонд наследия художника активно занимаются исследованием и пропагандой его творчества. В течение этого времени состоялись пять крупных персональных выставок произведений художника, из них две ретроспективные, посвящённые 95-летию со дня рождения Тихомирова. Изданы два больших каталога работ Тихомирова. Состоялись публикации в прессе, выставки освещались столичными телеканалами. В 2010 году режиссёром Я. С. Назаровым был создан фильм «И внутрь души направлю взгляд…», посвящённый жизни и творчеству Тихомирова.

## Фонд наследия
Фонд наследия художника Тихомирова создан в 2010 году как неюридическая организация (на правах партнерства), в июне 2012 года зарегистрирован в качестве юридической организации. За это время проведены три персональные выставки работ Тихомирова (ГЦМСИР, Москва, 2010; ГРМ, Санкт-Петербург, 2011; Музей Востока, Москва, 2012). Изданы два каталога произведений художника.
Задачами Фонда являются: научное исследование жизненного и творческого пути Тихомирова, пропаганда и популяризация его творчества, организация выставок, издание каталогов работ художника, в том числе выставочных каталогов.
Председатель правления фонда — Г. А. Жигарев.

## Выставки
Групповые выставки:
- 1937 — выставка к юбилею поэмы Ш. Руставели «Витязь в тигровой шкуре», Баку;
- 1989 — выставка русского искусства в Риме (Италия);
- 1990 — выставка «Париж — Ленинград — Москва», на обложке парижского каталога этой выставки воспроизведена работа А. Д. Тихомирова;
- 1999 и 2000 — посмертные выставки в ЦДХ, в том числе выставка «Цирк», посвященная Ю. Никулину (2000), Москва;
- 2002 — групповая выставка студии «Остож», Москва;
- 2012 — «Страховой случай». Галерея «Ковчег», Москва.

Персональные:
- 1987 — «Александр Дмитриевич Тихомиров». Областной драматический театр, Орел;
- 1993 — «Александр Дмитриевич Тихомиров». Галерея «АНТИПЪ» в Центральном Доме литераторов, Москва;
- 2004 — «Александр Дмитриевич Тихомиров и его время». МГТУ им. Н. Э. Баумана, Москва;
- 2008 — «Александр Дмитриевич Тихомиров. Живопись, графика». Галерея «Новый Эрмитаж», Москва;
- 2009 — «Темы театра и цирка в творчестве А. Д. Тихомирова». МВЗ «Галерея А3», Москва;
- 2010 — «Александр Тихомиров: „Не иду дорогой всех…“». Государственный Центральный музей современной истории России (ГЦМСИР), Москва;
- 2011 — «Александр Тихомиров. Живопись. Графика». Русский музей, Мраморный дворец, Санкт-Петербург;
- 2012 — «Александр Тихомиров. Восточные мотивы». Государственный музей искусства народов Востока, Москва.
- 2015 — «Александр Дмитриевич Тихомиров». Московский музей современного искусства, Москва[2][3][4].

Работы Тихомирова находятся в собраниях:
- Азербайджанский музей искусств им. Р. Мустафаева, Баку;
- Государственный Русский музей, Санкт-Петербург;
- Орловская картинная галерея, Орел;
- Российские и зарубежные частные коллекции (Франция, Германия, Канада, США, Австралия и др.).

## Кинематограф
Документальный фильм «И внутрь души направлю взгляд…» режиссёра Я. С. Назарова по сценарию Дм. Воронкова. Создан в 2010 году ООО «Студией СВС» по заказу ГТРК «Культура» при финансовой поддержке Федерального агентства по печати и массовым коммуникациям. В фильме использованы редкие кадры кинохроники, фотографии из архива художника.